# Fontana (Kansas)
Fontana – miasto w Stanach Zjednoczonych, w stanie Kansas, w hrabstwie Miami.